# 莫霍克皇家礼拜堂
莫霍克皇家礼拜堂（Her Majesty's Royal Chapel of the Mohawks）位于加拿大安大略省布兰特福德附近，是该省现存最古老的教堂，上加拿大第一个英国圣公会教堂。它是英国之外的六个皇家教堂之一，加拿大的两个皇家教堂之一，在另一个是安大略省Deseronto的基督教会皇家礼拜堂。1981年，教堂被指定为加拿大国家历史遗址。

## 历史
该堂由英国王室兴建于1785年，送给由约瑟·布兰特领导的莫霍克人印第安人，他们在美国革命期间支持王室，在英国失去十三个殖民地后，他们迁移到加拿大，获得了重新安置的土地。该堂原本称为“圣保罗堂”，但通常称为“莫霍克礼拜堂”。它是圣公会休伦教区的一部分。

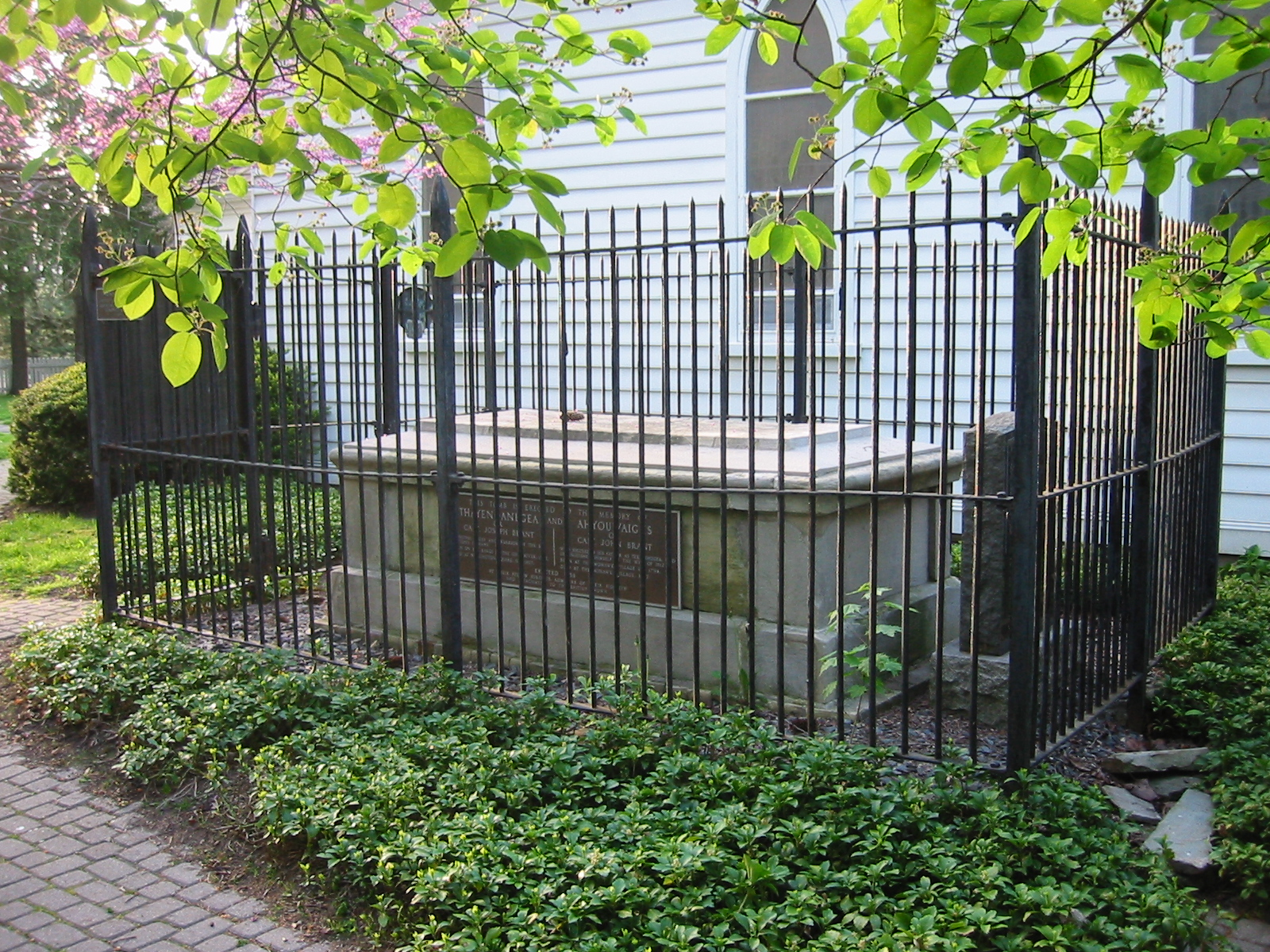
约瑟·布兰特墓

1850年，约瑟·布兰特和儿子约翰·布兰特的遗骸被从伯灵顿原来的墓地迁到莫霍克礼拜堂。
该地点在1904年被国王爱德华七世升格为皇家教堂。

## 设计
在建筑上，礼拜堂是一个简单的建筑，矩形平面，木框架结构。2001年11月，在两次未遂的纵火企图中，它受到轻微的损害。最初入口面向东方的独木舟登陆地点。八扇花窗玻璃安装于1959年和1962年之间，描绘易洛魁六族的历史事件。